# Tell Leilan
Tell Leilan is een archeologische vindplaats in Syrië. Al ruim voor het Akkadische rijk (24e eeuw v.Chr.) bevond zich hier een plaats die Šeḫna heette. Later (1808 v.Chr.) vestigde Samsi-addu er de hoofdstad van zijn rijk en hernoemde het Šubat-Enlil.
De plaats is gelegen aan de Wadi Jarrah in het stroomgebied van de Khabur in het Al-Hasakah (gouvernement) in het steppegebied van Syrisch Koerdistan.

## Opgravingen
De nederzettingsheuvel wordt sinds 1979 opgegravan door een groep archeologen van Yale University onder leiding van Harvey Weiss.
Onder vele belangrijke ontdekkingen is een archief van 1100 kleitabletten met spijkerschrift uit de 18e eeuw v.Chr. Zij handelen voornamelijk over het bestuur van de stad, maar er zijn ook een aantal politieke verdragen en een kopie van de Sumerische koningslijst onder. De vondsten zijn tentoongesteld in het museum van Deir ez-Zor.

### Stratigrafie
|       | Tijd      |                                      |
| ----- | --------- | ------------------------------------ |
| I     | 1900-1762 | Amorietentijd                        |
| hiaat | 2140-1900 | Onbewoond                            |
| IIc   | 2200-2140 | Korte periode, daarna verlaten ruïne |
| IIb   | 2300-2200 | Akkadische verovering                |
| IIa   | 2500-2300 | Šeḫna-elite                          |
| IIId  | 2600-2500 | Snelle urbanisatie en groei          |
| III   | 3200-2600 | Ninevite V pre-urbaan                |
| IV    |           | "Uruk"                               |
| V     |           | Ubaid                                |
| VI    |           | Halaf                                |

## Geschiedenis

### Šeḫna
De plaats was al bewoond vanaf het 5e millennium v.Chr. en groeide snel uit tot een ware stad rond 2600 v.Chr., 3 eeuwen voor het Akkadische rijk en stond bekend als Šeḫna. Lange tijd werd het geregeerd door een plaatselijke elitie, die beschikte over aanzienlijke rijkdom uit de landbouw in het gebied. Rond 2300 v.Chr. werd het geïntegreerd in het Akkadische rijk. Er was een school waar Akkadisch onderwezen werd, getuige gevonden schooltabletten.
Rond 2140 liep de bevolking echter drastisch terug en er is een sedimentlaag van een meter dik zonder sporen van bewoning. Uit andere gegevens blijkt dat er een  verkoeling van het klimaat plaatsvond die drie eeuwen droogte met zich meebracht. De streek leek nu meer op een woestijn dan een steppe. Voor een deel viel de bevolking terug op een nomadisch bestaan, iets wat voorheen hier niet bekend was.

### Šubat-Enlil
Rond 1900 begon de streek weer bewoonbaar te worden en werd weer een ware graanschuur. De bevolking nam flink toe met name van Amorieten. Een van hen veroverde een groot rijk en maakte de plaats rond 1806 tot zijn hoofdstad. Zijn naam was Samsi-addu en hij staat bekend als Šamši-adad I van Aššur, hoewel hij deze stad meed en de voorkeur gaf aan Tell Leilan. Hij gaf de stad de Akkadische naam Šubat-Enlil (de woning van de stad Enlil). Dit luidde een bloeitijd in die zo'n 80 jaar zou duren.
Er werd een koninklijk paleis en een acropolis met tempel aangelegd. Een geplaveide straat leidde van de stadspoort daarheen. Er was een stadsmuur en de stad telde zo'n 20.000 inwoners op zijn hoogtepunt en besloeg 90ha.
Na de dood van Šamši-Adad I in 1776 werden diens zoons na enige jaren van hun tronen in Mari en Ekallatum/Assur verdreven door Hammurabi. Šubat-Enlil bleef nog 50 jaar onafhankelijk onder zijn eigen koningen. het koninkrijk(je) heette Apum
. Eerst was er nog een vazal van Ekallatum. De eerste tien jaar daarna waren erg instabiel. Koning volgde op koning, zeker zes in totaal. Een van hen, Zuzu kwam aan zijn eind door van de stadmuur te vallen. Er waren ook invasie en bemoeienissen van elders, zoals van Qarni-Lim van Andarig. Van 1761-50 ontbreken gegevens, maar de chaos schijnt te stabiliseren en van 1750-1728 is er een stabiele dynastie van drie koningen Mutija, Til-abnu en Jakun-ašar. Zij beheersten een vrij klein gebied rond de stad, waar ook handelaren van Aššur gevestigd waren.
In 1728 kwam er een einde aan de stad, die veroverd werd door de opvolger van Hammurabi Samsu-iluna van Babylon. Hij deed een poging zijn grip op Assyrië te versterken. Hij plunderde en verwoestte de stad en doodde de laatste koning. Hierna werd de plaats niet meer bewoond. Uiteindelijk werden de Babyloniërs wel uit Assyrië verjaagd, maar toen was de hoofdstad weer teruggekeerd naar Aššur zelf.

## Grootte
Ter vergelijking de grootte van een aantal andere vindplaatsen uit het 3e millennium in noordelijk Mesopotamië:
| Noord-Mesopotamië 3e millennium | Noord-Mesopotamië 3e millennium |
| Vindplaats                      | Grootte                         |
| ------------------------------- | ------------------------------- |
| Tell Taya                       | 155 ha                          |
| Tell Mozan                      | 120-150 ha                      |
| Tell Hamoukar                   | 105 ha                          |
| Kazane Höyük                    | 100 ha                          |
| Tell Khoshi                     | 92 ha                           |
| Tell Leilan                     | 90 ha                           |
| Tell Hadhail                    | 90 ha                           |
| Tell Farfara                    | 75 ha                           |
| Tell al-Hawa                    | 66 ha                           |
| Tell Chuera                     | 65 ha                           |
| Tell Brak                       | 40-65 ha                        |